# Марк Спектор (киновселенная Marvel)
Марк Спе́ктор (англ. Marc Spector) и Сти́вен Грант (англ. Steven Grant) — персонажи медиафраншизы Кинематографическая вселенная Marvel (КВМ), основанные на одноимённом герое комиксов Marvel. Спектор — американский наёмник, ставший аватаром египетского бога луны Хонсу в качестве линчевателя под псевдонимом Лу́нный ры́царь (англ. Moon Knight). Женат на Лейле Эль-Фаули. Спектор страдает диссоциативным расстройством идентичности, которое развилось у Марка в результате жестокого обращения со стороны его матери Венди после смерти его брата Рэндалла. Вторая личность Спектора, Стивен Грант — сотрудник сувенирного магазина, который позже сталкивается с египетской богиней Амат и её аватаром Артуром Хэрроу; во время осуществления планов Стивен Грант узнаёт о существовании Спектора и Хонсу и использует псевдоним Ми́стер Найт (англ. Mr. Knight), аналогичный псевдониму Спектора. Грант и Спектор также воссоединяются с Лейлой и сталкиваются с группой египетских богов Эннеада и Таурт, а Спектор вновь видит своё прошлое.
Третья личность, Джейк Ло́кли (англ. Jake Lockley), существует отдельно от Спектора и Гранта. Он — говорящий на испанском языке водитель лимузина, который работает с Хонсу над убийством Хэрроу после того, как бог отстраняет Спектора и Гранта от службы.
По состоянию на 2022 год персонаж появился в сериале Disney+ «Лунный рыцарь» (2022). После дебюта в сериале Лунный рыцарь вернётся в будущих фильмах КВМ.

## Биография персонажа

### Ранняя жизнь
Марк Спектор родился 9 марта 1987 года в Чикаго, штат Иллинойс, в семье Элиаса и Венди Спектор. Однажды в детстве Марк и его младший брат Рэндалл забрели в пещеру недалеко от их дома, которая неожиданно затопилась из-за сильного дождя, в результате чего Рэндалл погиб. Расстроенная Венди обвинила Марка в смерти Рэндалла и возненавидела его. Травма от смерти Рэндалла и жестокого обращения со стороны матери вызвала у Марка диссоциативное расстройство идентичности, из-за чего у него образовывается вторая личность по имени Стивен Грант; Грант основан на вымышленном археологе из фильма «Разрушитель гробниц», который они с Рэндаллом смотрели вместе. Грант не знал о жестоком детстве Спектора, так как Марк хотел, чтобы тот оставался счастливым и защищённым от вреда, который ему пришлось пережить. Подросток Спектор в конце концов уходит из дома, несмотря на попытки Элиаса убедить его в том, что его мать обратится за помощью.
В зрелом возрасте Спектор поступил на службу в вооружённые силы США, но был выгнан с позором за дезертирство после того, как во время службы вошёл в состояние диссоциативной фуги. Спектор работал со своим командиром Бушманом. Во время работы с археологом Абдаллой Эль-Фаули на раскопках в Египте, Бушмана одолела жадность, и он казнил всех сопровождавших его археологов, включая Эль-Фаули. Спектор попытался спасти их, но Бушман застрелил его и оставил умирать. Смертельно раненный Марк приполз в близлежащий храм, возведённый в честь египетского бога Хонсу, и приготовился к самоубийству. Хонсу предоставил Спектору второй шанс на жизнь в обмен на то, что он станет его аватаром на Земле и будет исполнять его желание мстить преступникам. Спектор соглашается, и Хонсу снабжает его бронированным костюмом и сверхспособностями, превратив в линчевателя Лунного рыцаря.
Как Лунный рыцарь, Спектор послушно служил Хонсу и убил множество преступников и злодеев. Раскаиваясь в убийстве Эль-Фаули, Спектор встретился с его дочерью Лейлой, но не смог рассказать ей правду о смерти отца. В итоге Спектор и Лейла поженились. Подозревая, что Хонсу планирует сделать Лейлу своим следующим аватаром, Спектор разлучается с ней, чтобы обеспечить её защиту.
Спектор пережил события скачка, вызванные инопланетным титаном Таносом весной 2018 года, и получил новый паспорт в декабре того же года. К 2025 году, во время похорон Венди, Спектор не смог заставить себя войти в свой старый дом, чтобы присутствовать на похоронах, несмотря на настоятельные просьбы отца. Из-за горя Спектор позволил своей второй личности, Стивену Гранту, взять полный контроль над телом.

### Противостояние Артуру Хэрроу

#### Стивен Грант встречает своё второе «я»
Спустя два месяца Стивен Грант переезжает в Лондон, Англия, и устраивается работать продавцом сувениров в Британском музее. Однако Грант по-прежнему подвержен «отключениям», во время которых Спектор вновь берёт на себя контроль, а Грант остаётся подавленным в своей психике. Однажды ночью Грант пытается заставить себя не спать, но случайно впадает в глубокий сон и просыпается в деревне в австрийских Альпах, теперь уже обладая древним скарабеем. Вскоре его преследуют вражеские войска, и он отступает вглубь города, где встречает религиозного фанатика Артура Харроу, который требует Гранта отдать скарабей. Грант сбегает на грузовике с кексами, когда его преследуют силовики Хэрроу; его неожиданно спасает таинственный голос, говорящий с ним. Очнувшись, Грант обнаруживает, что вернулся в свою квартиру. Поначалу он испытывает облегчение, но вскоре приходит к осознанию того, что с момента его «отключки» прошло два дня, когда замечает несколько странностей вокруг своего жилища и получает ругань от своего не вовремя назначенного свидания. Возвращаясь вечером домой с работы, он замечает ключ от хранилища и мобильный телефон, спрятанные в его квартире, и звонит Лейле, которая ругает его за то, что он игнорировал её звонки в течение нескольких месяцев. На следующий день Грант сталкивается с Хэрроу во время своей смены, а несколько свидетелей и сотрудников охраны музея открывают Стивену, что они последователи Хэрроу, и что все они служат египетской богине Амат. Позже той же ночью, в погоне за скарабеем, Хэрроу вызывает чудовище-шакала, которое нападает на Гранта в музее. Стивен убегает от чудовища, но оказывается загнанным в угол в ванной комнате. Появившийся Спектор подсознательно предлагает Гранту свою помощь. Стивен неохотно соглашается, что приводит к его превращению в Лунного рыцаря, который убивает монстра.

#### Воссоединение с Лейлой Эль-Фаули
На следующий день Грант возвращается в музей, но его увольняют после просмотра записей с камер наблюдения, сделанных во время ночного нападения, на которых не видно ни монстра, ни Лунного рыцаря, а видно только то, что Грант «вторгся» в музей в нерабочее время. Затем он отправляется на склад и использует ключ, который нашёл в своей квартире, где обнаруживает вещи Спектора, включая спрятанный в вещевом мешке скарабей, с которым он сбежал. В этот момент перед Грантом в отражении появляется Спектор, представляясь аватаром Хонсу. Испугавшись, Грант убегает из здания после встречи с Хонсу, но его встречает Лейла Эль-Фаули, которая представляется женой Спектора. Вдвоём они отправляются в квартиру Гранта, где его за кражу скарабея задерживают полицейские Билли и Бобби, которые втайне являются последователями Амат и служат Хэрроу. Артур приводит Гранта в убежище своего культа и требует скарабей, в руках с которым появляется Лейла. Разозлившись, Хэрроу вызывает ещё одного монстра-шакала, чтобы преследовать их. В тот момент, когда монстр сталкивает Гранта с крыши убежища, он вызывает свой собственный костюм, к большому недоумению Спектора. Шакал успешно одолевает Гранта, заставляя его передать контроль Спектору, который облачается в Лунного рыцаря и убивает зверя. Однако вскоре Хонсу ругает Спектора за то, что тот потерял скарабей Хэрроу во время этой встречи, и угрожает Спектору тем, что сделает Лейлу своим новым аватаром, после чего отправляет его в Египет.

#### Нахождение гробницы Амат
В Каире Спектор безуспешно пытается выйти на след нынешнего местонахождения Хэрроу. Спектор и Грант продолжают испытывать необычные приступы потери сознания, во время которых третья личность, Джейк Локли, о существовании которой Спектор и Грант ничего не знают, завладевает их телом. После самоубийства одного из подчинённых Амат, Хонсу вызывает солнечное затмение, призванное созвать совет Эннеады и их соответствующих аватаров. Спектора вызывают к Великой пирамиде Гизы, где Хонсу выдвигает обвинение против Хэрроу за попытку найти гробницу Амат и воскрешения богини. Хэрроу отрицает их утверждения, когда его вызывают, и убеждает богов, что Хонсу лжёт и плохо обращается со Спектором.
Спектор и Лейла наносят визит Антону Могарту, знавшему, где находится гробница Амат, и у которого находится саркофаг меджаи. Прибыв туда, Стивен помогает Марку слегка расшифровать координаты на древнем пергаменте, однако их с Лейлой раскрывают. Внезапно прибывает Хэрроу и с помощью силы Амат уничтожает саркофаг с координатами. Марк призывает костюм и убивает приспешников Могарта и, по-видимому, самого Могарта. Спектор и Лейла пробираются в пустыню, но не могут собрать воедино кусочки карты. Спектор неохотно отдаёт Гранту контроль, после чего Стивен быстро собирает карту созвездий. Хонсу поворачивает ночное небо назад во времени, в ту ночь, когда была составлена карта, чтобы расположение звёзд совпало. За это Хонсу заключают в ушебти, из-за чего Спектор и Грант теряют свои силы.

#### Поиск ушебти Амат
Сбежав от людей Хэрроу, Грант и Лейла используют карту, чтобы найти гробницу. Они берут припасы из опустевшего лагеря Хэрроу и находят альтернативный путь в гробницу, после чего целуют друг друга, что расстраивает Спектора. Они сталкиваются с мумифицированными монстрами, и Грант отделяется от Лейлы, пытаясь спастись. Он натыкается на саркофаг и, узнав македонский язык, понимает, что это, скорее всего, саркофаг Александра Македонского. Он открывает саркофаг и проникает в горло мумии, где находит ушебти Амат. Появляется Лайла и вынуждает Стивена передать контроль Марку и спрашивает о его причастности к гибели её отца. Прибывают Хэрроу и его последователи, и после того, как Спектор быстро убивает нескольких из них, Хэрроу дважды стреляет Спектору в грудь, убивая его.

#### Дуат и психиатрическая больница
Спектор просыпается в психиатрической больнице, населённой людьми из его жизни и жизни Гранта. Затем Спектор оказывается в кабинете, где Хэрроу предстаёт в образе психиатра, который хочет помочь ему. Спектор сбегает и находит комнату с двумя саркофагами, в одном из которых находится Грант в отдельном от Спектора теле. Спектор и Грант обнимаются, покидают второй саркофаг, в котором находится Локли, и их встречает женщина с головой бегемота, которую Спектор и Грант пугаются. После этого Спектор начинает переключаться между двумя разными реальностями: находясь с женщиной и Грантом и в офисе с «доктором Хэрроу».
В первой реальности Грант идентифицирует женщину как богиню Таурт, которая объясняет, что они мертвы, а «психиатрическая больница» — это лодка, плывущая через Дуат, египетский загробный мир. Таурт взвешивает их сердца на весах справедливости, чтобы определить, могут ли они войти в тростниковое поле, но обнаруживает, что их сердца не имеют баланса из-за скрытых воспоминаний в «больнице», которую она предлагает им исследовать. Грант узнаёт о смерти Рэндалла и жестоких действиях Венди, а Спектор показывает ему воспоминание о том, как он стал Лунным рыцарем и аватаром Хонсу во время миссии с Бушманом. Спектор и Грант пытаются убедить Таурт позволить им вернуться в мир живых, и она направляет лодку к вратам Осириса. Далее Спектор неохотно объясняет Гранту, что неосознанно создал его в результате жестокого обращения Венди, и они оба примиряются друг с другом. Весы не уравновешиваются, в результате чего враждебные духи нападают на лодку и выталкивают Гранта за борт, из-за чего он оказывается поглощённым песками Дуата.
Во второй реальности Спектор появляется в офисе «доктора Хэрроу», который пытается заставить Спектора успокоиться, говоря, что он не стрелял в него, и что его разум «насильственно колеблется» между реальностями. Хэрроу рассказывает Марку, что он нафантазировал себе, что он супергерой, но ему неоднократно говорят, что он не врач. Хэрроу пересказывает, как Спектор рассказал о своём приезде в офис, в частности, о том, что у него была встреча с говорящим бегемотом, спрашивает его, считает ли он это правдой или бредом, на что Спектор отвечает ему, что это бред. Хэрроу просит его продолжать говорить о маленьком мальчике, о котором он говорил до своего крика, но Спектор хватает пресс-папье со стола Хэрроу, говорит ему, что теперь он чувствует себя прекрасно, и Хэрроу вызывает санитаров, чтобы вырубить Спектора. Марк вновь возвращается к своему разговору с Таурт. Грант говорит Спектору, что если он не покажет ему память, которую скрывает, то это приведёт к тому, что их весы не обретут баланс, и все, кто умрёт, включая Лейлу, умрут на его совести. Спектор начинает неоднократно бить себя по голове, говоря, что Грант «не может его заставить», что возвращает его в кабинет Хэрроу. Артур говорит Марку, что гордится им за то, что он смог пережить свои травматические воспоминания, и спрашивает его, думает ли он, что создал Гранта, чтобы спрятаться от ужасных вещей, которые он сделал, или думает ли он, что Грант создал его, чтобы наказать мир за то, что его мать сделала с ним. Хэрроу говорит ему, что единственный способ узнать это — открыться Гранту. После того, как Спектор говорит Гранту о том, что их мама умерла, отрицание Гранта приводит его в офис Хэрроу, который предлагает позвонить его маме, но его останавливают, когда Грант признаёт смерть матери.
После того, как Грант застывает в песках Дуата, весы уравновешиваются, и Спектор оказывается в тростниковом поле. Он решает добраться до Гранта, после чего произносит ему проникновенную речь от всего сердца и застывает рядом с ним. Врата открываются, Спектор и Грант воскресают с помощью Таурт, а Лейла освобождает Хонсу из его ушебти; Хонсу сражается с освобождённой Амат.

#### Сражение богов
Спектор и Грант пробуждаются в своём теле, что заставляет Хонсу почувствовать их возвращение и снова соединиться с ними, исцеляя их тело и восстанавливая их силы Лунного рыцаря и Мистера Найта. Лейла обнаруживает, что они могут победить Амат, привязав её к смертному телу. Когда Хэрроу, Амат и их последователи начинают судить всех в Каире, Спектор, Грант, Лейла в образе Алого скарабея и Хонсу прибывают, чтобы вступить с ними в бой. Спектор и Грант вместе сражаются с Хэрроу, плавно переключаясь, пока Хэрроу не одолевает их. Хэрроу почти убивает их, но они внезапно теряют сознание и, очнувшись, видят, что Хэрроу жестоко побеждён третьей личностью.
Спектору и Лейле удаётся запечатать Амат в тело Хэрроу, и Хонсу призывает Спектора убить Хэрроу и Амат. Спектор отказывается и приказывает Хонсу освободить его и Гранта от должности его аватара, и Хонсу выполняет просьбу. Спектор вновь оказывается в кабинете «доктора Хэрроу», где понимает, что этот мир нереален, после чего просыпается в квартире Гранта в Лондоне. Позже искалеченного Хэрроу доставляют к лимузину, где его ждал Хонсу. Хонсу представляет Локли, который убивает Хэрроу.

## Концепция и создание

### Предыстория и разработка
Персонаж дебютировал в комиксе «Ночной оборотень» #32 (август 1975), написанном Дугом Манчем с иллюстрациями Дона Перлина и Эла Милгрома. Персонаж выступил как наёмник, нанятый Комитетом для поимки главного героя. Творческая команда наделила Лунного рыцаря символами, связанными с луной, и серебряным оружием (металл, ядовитый для оборотня), чтобы обозначить его как подходящего антагониста для героя-оборотня. История из двух частей продолжается в #33, когда Лунный рыцарь понимает, что Рассел — жертва, а не монстр, и решает помочь ему. Затем демоническое видение Лунного рыцаря появилось в комиксе «Ночной оборотень» #37 (март 1976).
Редакторам Марву Волфману и Лену Уэйну понравился персонаж, и они решили дать ему сольную историю в Marvel Spotlight #28—29 (июнь—август 1976), снова написанную Дугом Манчем с иллюстрациями Дона Перлина. Эта история, а также The Spectacular Spider-Man #22—23 (сентябрь—октябрь 1978), написанная Биллом Мантло, переосмыслила Лунного рыцаря как более героического персонажа. Его связь со злым Комитетом во время его первого появления была объяснена как миссия под прикрытием, которую он предпринял, чтобы узнать больше о злодеях. Лунный рыцарь снова выступил в качестве героя в комиксе Marvel Two-in-One #52, автором которого является Стивен Грант, а художником — Джим Крэйг. В The Defenders #47-51 Лунный рыцарь ненадолго присоединился к Защитникам во время их войны против Зодиака Картеля.
Лунный рыцарь появлялся в Hulk! Magazine #11-15, #17-18 и #20, а также в чёрно-белом рассказе в журнальной публикации Marvel Preview #21. Художник Билл Сенкевич нарисовал Лунного рыцаря в комиксах Hulk! Magazine #13-15, 17-18 и #20, создав новый облик персонажа под сильным влиянием творчества Нила Адамса, который в то время был наиболее популярен за свои работы над комиксами Batman и Green Lantern/Green Arrow для DC Comics. Это, наряду с методами Лунного рыцаря и атмосферой его историй, укрепило мнение некоторых читателей, что он является версией Бэтмена от Marvel. В бэкапах Халка и выпуске Marvel Preview Лунный рыцарь получил частичную историю происхождения и представил своего брата, постоянного злодея Рэндалла Спектора (который позже станет Теневым рыцарем).

### Планируемые появления
До отмены телесериала «Блэйд» в сентябре 2006 года, Лунный рыцарь должен был появиться в запланированном втором сезоне. Потенциальный спин-офф для этого персонажа после его появления в «Блэйде» также находился в разработке; в октябре Marvel Studios заключила партнёрство с No Equal Entertainment для производства отдельного телесериала с участием Лунного рыцаря. Сценарист-постановщик «Стражей Галактики» (2014) Джеймс Ганн в январе 2017 года заявил, что обсуждал с Marvel Studios фильм о Лунном рыцаре, но у него не было времени работать над ним; позже, в апреле 2022 года, Ганн заявил, что он лишь вскользь упомянул о проекте в разговоре с руководством Marvel, но не имел полного представления о фильме.

### Кинематографическая вселенная Marvel
Президент Marvel Studios Кевин Файги подтвердил появление Лунного рыцаря в КВМ в апреле 2018 года, но задался вопросом, будет ли это «через пять лет, через 10 лет» или «через 15 лет?» Сериал «Лунный рыцарь» (2022) был официально анонсирован в августе 2019 года на конференции D23, за его разработку взялась Marvel Studios для стримингового сервиса Disney+.
Команда сценаристов сериала состояла из Бо ДеМайо, Даниэля Имана и Алекса Минехана в дополнение к Джереми Слейтеру в качестве главного сценариста. Файги сравнил сериал и его интерпретацию персонажа с франшизой «Индиана Джонс» в отношении исследования египтологии, и заявил, что психическое заболевание Спектора и его борьба с диссоциативным расстройством идентичности были «уникальным аспектом» сериала. Также считалось, что сериал черпает вдохновение из более современных интерпретаций и характеристик персонажа в комиксах, касающихся демонстрации ДРЛ Спектора, при котором Спектор теряет чувство времени при переходе в одну из своих различных альтернативных личностей.
В октябре 2020 года сообщалось, что Оскар Айзек начал переговоры на роли Марка Спектора / Лунного рыцаря и Стивена Гранта / Мистера Найта в сериале, и было сообщено, что официальный кастинг был проведён в январе 2021 года, что Marvel Studios сама подтвердила в мае того же года. Комментатор Ричард Ньюби, написавший для «The Hollywood Reporter», высказался о потенциале Айзека в этой роли, отметив, что недавние крупные актёрские роли Айзека могут привлечь в сериал аудиторию, незнакомую с персонажем, и что его латиноамериканская национальность может позволить рассмотреть веру с разных точек зрения, а не изображать персонажа как «белого еврея», как в комиксах. После своего дебюта в сериале персонаж должен будет появиться в будущих фильмах КВМ производства Marvel Studios.

### Дизайн
Костюм Лунного рыцаря — доспехи и древнеегипетские повязки, на его плаще нанесены символы, похожие на иероглифы,:12 где также изображена клятва Хонсу и повторяющийся узор на подкладке из ткани, похожей на фольгу. Лунный гребень на его груди, из которого он вытаскивает свои лезвия в виде полумесяца, также содержит клятву Хонсу, а дополнительные иероглифы на его штанах гласят: «Восстань и живи снова, как мой кулак мести. Мой Лунный рыцарь». Дизайн его повязок «для мумии» основан на версии персонажа комиксов из Universe X, что придаёт ему сверхъестественные качества и помогает отличать его от костюмов героев аналогичной формы в КВМ, использующих нанотехнологии. Файги предложил взять дизайн повязок и объединить его с более современным дизайном персонажа комиксов. В конечном счёте художник по костюмам Меган Касперлик решила разделить костюм на множество слоёв, а не превращать его в формованную деталь с деталями и текстурой сверху, она хотела включить символику Хонсу в дизайн костюма. Костюм Лунного рыцаря был создан компанией FBFX в Лондоне и состоял из более чем 803 различных элементов. Он был создан из гибкого материала «Euro jersey» и отличался 3D-печатными текстурами и цветами, придающими ему глубину и фактуру.
Для Мистера Найта Касперлик создала костюм-тройку, основанный на его дизайне из комиксов, и в его дизайн были добавлены различные отсылки к Хонсу. Она добавила к нему дизайнерские кроссовки, чтобы модернизировать образ.:12 На пуговицах его жилета изображены символы Хонсу. Она также хотела выбрать ткань, которая не была бы плоско-белой, имела бы текстуру, не «раздувалась» во время ночных съёмок и не выглядела бы как «белый зефир, бегущий по экрану», и её выбор пал на текстурированную ткань «белое на белом» с серебристым отливом. Логика, лежащая в основе дизайна костюмов Лунного рыцаря и Мистера Найта, была вдохновлена личностью каждого из них, тем, что они любят, и их воображением. Поскольку Грант «полностью отдалён от мира супергероев», он носит костюм, напоминающий костюм Мистера Найта. Оба костюма Лунного рыцаря и Мистера Найта содержали символ Хонсу.

## Характеризация

### Марк Спектор / Лунный рыцарь
В детстве у Марка Спектора развилось диссоциативное расстройство личности в результате физического насилия со стороны его матери, которая винила его за то, что его брат случайно утонул. Позже Спектор присоединился к морской пехоте и был тяжело ранен, когда он стал наёмником, но его спас Хонсу, который даровал ему способности Лунного рыцаря.

### Стивен Грант / Мистер Найт
Стивен Грант представлен как застенчивый человек, позволяющий людям помыкать собой, работающий в сувенирном магазине музея и хорошо знающий египетскую мифологию. Он стал альтернативной личностью Спектора, когда они были детьми, в результате жестокого обращения в детстве со стороны их матери, которая винила Спектора в смерти его брата. У него британский акцент из-за того, что Спектор посмотрел фильм о британском археологе по имени Стивен Грант. По мере того, как он узнаёт больше о том, кто такой Спектор на самом деле, он начинает обретать больше уверенности и становится готовым сражаться, надевая свой костюм Мистера Найта.

### Джейк Локли
Джейк Локли — шофёр, который берет на себя роль аватара Хонсу вместо Марка Спектора и Стивена Гранта, которые, по-видимому, отказались выполнять волю бога; Спектор и Грант не знают о существовании Локли. У него, как было показано, самые жестокие наклонности из всех личностей Марка: он сопровождает реабилитированного Артура Хэрроу к его лимузину, после чего хладнокровно казнит его, что удовлетворяет Хонсу. Локли также свободно владеет испанским языком, который он использует, чтобы угрожать Хэрроу, прежде чем убить его.
Говоря о решении полностью представить Локли в конце сезона, главный сценарист Джереми Слейтер отметил, что он знал, что люди, знакомые с каноном Лунного рыцаря, посвятили себя поиску различных намёков на его присутствие в предыдущих эпизодах, и он вместо этого сосредоточился на «всех остальных, кто совершенно не знаком с персонажем и динамичностью», гарантируя при этом, что финальное раскрытие персонажа будет «удовлетворительным для новичков в истории про Лунного рыцаря».
До полного раскрытия Локли в шестом эпизоде, о его существовании подсказывали различные пасхалки и аллюзии, размещённые в предыдущих эпизодах. В частности, Слейтер сослался на провалы в памяти Спектора и Гранта в Каире во время событий третьего эпизода «Дружелюбный тип», а также на трясущийся саркофаг, который видели Спектор и Грант, когда они пытались сбежать из психиатрического отделения в конце четвёртого эпизода «Гробница».

### Оружие и снаряжение
Марк Спектор / Лунный Рыцарь использует лезвия-полумесяцы, которые он может достать из нагрудного кармана своего костюма, в то время как Стивен Грант / Мистер Найт использует пару дубинок.

## Критика
Выступление Оскара Айзека в «Лунном рыцаре» получило положительные отзывы критиков и зрителей. Дэниел Финберг из «The Hollywood Reporter» описал Стивена как «заикающегося комика», а Марка — как «профессионала с размахом». Мэтт Фаулер из IGN назвал исполнение Айзека «яростным и трогательным», а также сказал, что «Айзек несёт на себе основную часть „Лунного рыцаря“, замечательно изображая два разума, живущих в одном теле», добавив: «По мере развития сюжета и поступления ответов Айзек с превосходным мастерством справляется с каждым актёрским вызовом, будь то спор с размышлениями, противопоставление себя или безумного, ревущего существа, или навигация по „принципам организации“ собственного разума». Расс Милхейм из The Direct назвал исполнение Айзека одним из лучших в КВМ, а также похвалил костюмы Лунного рыцаря и Мистера Найта, сказав: «Детали костюмов Лунного рыцаря и Мистера Найта, а также бесчисленных других костюмов, которые можно увидеть на протяжении всего шоу, были невероятно впечатляющими».

### Награды
| Год  | Работа          | Награда                                 | Категория                                                                   | Результат | Прим.  |
| ---- | --------------- | --------------------------------------- | --------------------------------------------------------------------------- | --------- | ------ |
| 2022 | «Лунный рыцарь» | MTV Movie & TV Awards                   | Лучший киногерой                                                            | Номинация | [ 49 ] |
| 2022 | «Лунный рыцарь» | Premios Juventud                        | Любимый актёр                                                               | Номинация | [ 50 ] |
| 2022 | «Лунный рыцарь» | Hollywood Critics Association TV Awards | Лучший актер в потоковом ограниченном или антологическом сериале или фильме | Номинация | [ 51 ] |
| 2022 | «Лунный рыцарь» | Сатурн                                  | Премия «Сатурн» за лучшую мужскую роль в потоковом телевизионном сериале    | Победа    | [ 52 ] |
| 2022 | «Лунный рыцарь» | People’s Choice Awards                  | Телезвезда мужского пола 2022 года                                          | Номинация | [ 53 ] |
| 2023 | «Лунный рыцарь» | Critics' Choice Super Awards            | Лучший актер в супергеройском сериале                                       | Номинация | [ 54 ] |